# Pachnoda onorei
Pachnoda onorei är en skalbaggsart som beskrevs av Rigout 1980. Pachnoda onorei ingår i släktet Pachnoda och familjen Cetoniidae. Inga underarter finns listade i Catalogue of Life.